# Dreamers' Circus
Dreamers' Circus er en dansk/svensk folkemusiktrio. Gruppen blev dannet i 2009 og består af Rune Tonsgaard Sørensen (Violin), Ale Carr (cittern) og Nikolaj Busk (klaver og harmonika).

## Historie
Dreamers' Circus' første koncert var i 2009 hvor trioen, sammen med Copenhagen Phil, spillede en nyfortolkning af kadencen i tredje sats af Mozarts 5. violinkoncert i A-dur.
I 2010 udgav Dreamers' Circus en EP med fem tracks på det danske pladeselskab Go Folk. EP'en blev produceret af den svenske guitarist Roger Tallroth, kendt fra folkbandet Väsen. På EP'en medvirker også visesangerinde Sofia Karlsson.
I 2013 udgav Dreamers' Circus deres første fulde album A Little Symphony på Go Folk. Albummet modtog prisen som "Årets udgivelse" ved Danish Music Awards Folk samme år. Samtidig vandt Ale Carr prisen som "Årets kunstner" og hele gruppen fik prisen som "Årets talent" ved samme prisuddeling.
Rune Tonsgaard Sørensen blev i 2013 tildelt Kronprinseparrets Stjernedryspris. I den anledning optrådte Dreamers' Circus ved prisuddelingen i Sydney Opera House.
I 2015 udkom gruppens andet album kaldet Second Movement. Til DMA Folk 2015 vandt gruppen prisen "Årets Udgivelse" for dette album, og både Nikolaj Busk og Ale Carr var nominerede som "Årets Komponist" for musikken hertil. Ale Carr modtog den sidstnævnte pris.
I 2017 udkom grupens tredje album kaldet Rooftop Sessions. Til DMA Folk & World 2019 (prisfesten 2018 var aflyst) var albummet nomineret som "Årets Udgivelse", og alle tre medlemmer var nominerede som "Årets Komponist". 
I 2020 blev gruppen udnævnt til et af tre nye specialensembler af Statens Kunstfond. Det indebærer bevillinger på 1 million kroner årligt 2021-2023.
I 2020 udkom gruppens fjerde album kaldet Blue White Gold. Til DMA Roots 2020 vandt gruppen "Årets Udgivelse" samt "Årets Track" for dette album, og alle tre medlemmer var nominerede som "Årets Komponist" for musikken hertil. Ale Carr modtog den sidstnævnte pris. 

## Hæder
DMA Roots (hed tidligere DMA Folk)
| År   | Modtager/nomineret arbejde | Pris                       | Resultat  |
| ---- | -------------------------- | -------------------------- | --------- |
| 2013 | A Little Symphony          | Årets udgivelse            | Vundet    |
| 2013 | Ale Carr (Cittern)         | Årets kunstner             | Vundet    |
| 2013 | Dreamers' Circus           | Årets talent               | Vundet    |
| 2015 | Second Movement            | Årets Udgivelse            | Vundet    |
| 2017 | Ale Carr                   | Årets Musiker              | Vundet    |
| 2017 | Rune Tonsgaard Sørensen    | Årets Musiker              | Nomineret |
| 2019 | Rooftop Sessions           | Årets Folk Udgivelse       | Nomineret |
| 2023 | Dreamers' Circus           | Årets Danske Rootslivenavn | Nomineret |
| 2023 | Dreamers' Circus           | Årets ærespris             | Vundet    |

## Diskografi
- EP, Go Folk 2010
- A Little Symphony, Go Folk 2013 (Årets Udgivelse, DMA Folk 2013)
- Second Movement, Go Folk 2015 (Årets Udgivelse, DMA Folk 2015)
- Rooftop Sessions, GO' Folk (23 Oktober 2017) / Vertical Records (1 Juni 2018)
- Blue White Gold, GO' Folk / Vertical Records (29 Maj 2020) (Årets Udgivelse, DMA Roots 2020)
- Langt ud' i Skoven, DR Korskolen / Dacapo Records (27 Maj 2022)
- Yule (med Teitur Lassen), Arlo & Betty Recordings (6 december 2024)
- Handed On, GO' Folk / Vertical Records (14 Februar 2025)